# Khovànsxina
Khovànsxina (en rus Хова́нщина) és una òpera en cinc actes de Modest Mússorgski, amb llibret del mateix autor i de Vladímir Stàssov, basat en fonts històriques. L'obra va ser escrita entre 1872 i 1880 a Sant Petersburg. L'òpera estava gairebé acabada en partitura per a piano quan el compositor va morir el 1881. S'estrenà al Teatre Kónonov de Sant Petersburg el 21 de febrer de 1886. A Catalunya es va estrenar al Liceu de Barcelona el 19 de desembre de 1923.
Com l'anterior Borís Godunov de Mússorgski, Khovànsxina tracta d'un episodi de la història russa, que el seu amic el crític Vladimir Stasov va cridar l'atenció del compositor. Es tracta de la rebel·lió del príncep Ivan Khovanski, els vells creients i el moscovita Streltsí contra la regent Sofia Alekseievna i els dos joves tsars Pere el Gran i Ivan V, que intentaven instituir reformes occidentalitzants a Rússia. Khovanski havia ajudat a fomentar l'⁣aixecament de Moscou de 1682, que va donar com a resultat que Sofia esdevingués regent en nom del seu germà petit Ivan i el seu mig germà Pere, que es van coronar tsars conjunts. A la tardor de 1682 el príncep Ivan Khovanski es va girar contra Sofia. Amb el suport dels vells creients i els streltsí, Khovanski, que suposadament volia instal·lar-se com a nou regent, va exigir la revocació de les reformes del patriarca Nikon. Sofia i la seva cort es van veure obligades a fugir de Moscou. Finalment, Sofia va aconseguir suprimir l'anomenat Khovànsxina (assumpte Khovanski) amb l'ajuda del diplomàtic Fëdor Xakloviti, que va succeir Khovanski com a líder del moscovita Streltsí. Amb la rebel·lió aixafada, els vells creients es van suïcidar en massa (almenys a l'òpera).
Nikolai Rimski-Kórsakov va completar, revisar i orquestrar Khovànsxina entre 1881 i 1882. El 1958 Dmitri Xostakóvitx va rebre l'encàrrec de revisar i reorquestrar l'òpera per a una versió cinematogràfica estrenada l'any següent. Es coneix com la versió de Xostakóvitx. El 1913 Ígor Stravinski i Maurice Ravel van fer el seu propi acord a petició de Serguei Diàguilev. Quan Fiódor Xaliapin es va negar a cantar el paper de Dosifey en cap altra orquestració que no fos la de Rimski-Kórsakov, la companyia de Diàghilev va emprar una barreja d'orquestracions que no van tenir èxit. L'orquestració Stravinski-Ravel es va oblidar, excepte el final de Stravinski, que encara s'utilitza de vegades.
Tot i que el rerefons de l'òpera inclou l'⁣aixecament de Moscou de 1682 i l'afer Khovanski uns mesos després, els seus principals temes són la lluita entre faccions polítiques progressistes i reaccionàries durant la minoria del tsar Pere el Gran i la mort de l'antiga Moscòvia abans de les reformes d'occidentalització de Pere. Va rebre la seva primera actuació segons la versió de Rimski-Kórsakov el 1886.

## Història

### Història de la composició

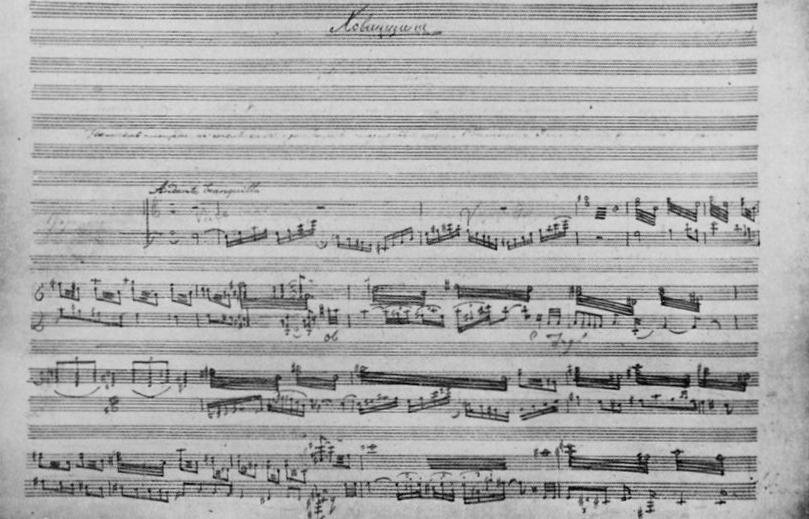
Partitura vocal autògrafa de Khovànsxina, amb "Alba al riu Moscou" (1874)

| Acció                                                                                          | Data de finalització (última) | Observacions |
| Acte 1                                                                                         | Acte 1                        | Acte 1 |
| ---------------------------------------------------------------------------------------------- | ----------------------------- | --- |
| 1. Preludi: Alba sobre el riu Moscou                                                           | 4 de setembre de 1874         | Esmentat per primera vegada a Dmitri Stasov el 2 d'agost de 1873 |
| 2. Xerrada estreta, canta Kuzka                                                                | 2 d'agost de 1873             | Esmentat a Stasov el 2 d'agost de 1873 |
| 3. Arriba l'escriba; Shakloviti dicta la seva denúncia                                         | 23 de juliol de 1873          | Esmentat per primera vegada a Stasov el 23 de juliol de 1873 |
| 4. La multitud entra i obliga l'Escriba a llegir el pregó                                      | 2 de gener de 1875            | S'ha omès de la versió de Rimski-Kórsakov. Començat el 1873. |
| 5. Ivan Khovanski entra amb Streltsí                                                           | 18 de maig de 1876            | |
| 6. Emma, Andrei i Marfa                                                                        | 18 de maig de 1876            | Escurçat en la versió de Rimski-Kórsakov, però no segons el llibret final de Mussorgski de 1879 |
| 7. Retorn d'Ivan Khovanski, que desitja l'Emma per a ell; entrada de Dosifei, que renya tothom | 18 de maig de 1876            | Escurçat en la versió de Rimski-Korsakov |
| 8. Lament de Dosifei                                                                           | 30 de juliol de 1875          | |
| Acte 2                                                                                         |                               | |
| 1. Golitsin llegeix la carta de la Sofia                                                       | 7 d'agost de 1875             | |
| 2. Golitsin llegeix la carta de la seva mare                                                   | 7 d'agost de 1875             | S'ha omès de la versió de Rimski-Kórsakov |
| 3. Golitsin amb el Pastor                                                                      | 2 d'agost de 1875             | Omès de la versió de Rimski-Kórsakov i del pla final de Mússorgski |
| 4. L'endevina de la Marfa                                                                      | 20 d'agost de 1870            | Escrita originalment per a la projectada òpera Bobyl. Versió final del 24 de juliol de 1878. |
| 5. Arriba Ivan Khovanski; es produeix una baralla                                              | 16 d'agost de 1876            | Escurçat en la versió de Rimski-Korsakov |
| 6. Arribada de Dosifey                                                                         | 14 d'octubre de 1875          | Escurçat en la versió de Rimski-Kórsakov |
| 7. Torna Marfa; L'entrada de Xakloviti                                                         | 12 de setembre de 1876        | |
| 8. [Final no escrit]                                                                           |                               | Rimski-Kórsakov reprèn el tema de l'Alba, mentre que Xostakóvitx afegeix una prefiguració de la Marxa Preobrajenski. Mússorgski primer va tenir la intenció de tancar amb un sol acord, però més tard es va decidir per un quintet final. |
| Acte 3                                                                                         |                               | |
| 1. Cor de Vells Creients                                                                       | 31 de desembre de 1875        | |
| 2. La cançó de la Marfa                                                                        | 18 d'agost de 1873            | Orquestrada per Mússorgski, 24–25 de novembre de 1879. Escrita originalment en fa major; Mússorgski més tard el va transposar a G major, permetent que el cor de l'Antic Creient s'hi connectés. |
| 3. Enfrontament entre Marfa i Susanna                                                          | 5 de setembre de 1873         | A la versió de Rimski-Kórsakov, les barres de connexió s'escriuen per fer possible tallar aquesta escena. Mússorgski més tard va escurçar aquesta escena. |
| 4. Intervenció de la confessió de Dosifei i Marfa                                              | 13 de febrer de 1876          | Mússorgski més tard va escurçar aquesta escena. |
| 5. L'ària de Shaklovity                                                                        | 6 de gener de 1876            | |
| 6. Entra amb força                                                                             | 30 de maig de 1876            | Orquestrada per Mussorgski |
| 7. Les dones dels Streltsí els renyaven pel fet de beure                                       | 30 de maig de 1876            | |
| 8. La celebració de Kuzka                                                                      | 22 de setembre de 1876        | S'ha omès de la versió de Rimski-Kórsakov |
| 9. L'escriba arriba amb notícies de l'atac del tsar Pere als Streltsy                          | 10 de juny de 1880            | |
| 10. Apel·lació a Ivan Khovanski, que decideix no lluitar contra el tsar Pere                   | 10 de juny de 1880            | |
| Acte 4, escena 1                                                                               |                               | |
| 1. Ivan Khovanski a casa, sent entretingut                                                     | 5 d'agost de 1880             | |
| 2. Dansa dels esclaus perses                                                                   | 16 d'abril de 1876            | Orquestrat per Rimski-Kórsakov, amb l'aprovació de Mussorgski, durant la seva vida |
| 3. Arriba la Xakloviti; cançó en honor a Ivan Khovanski; Khovanski assassinat                  | 5 d'agost de 1880             | |
| Acte 4, escena 2                                                                               |                               | |
| 1. L'exili de Golitsin                                                                         | 23 de maig de 1880            | Basat en la adivinació de Marfa, que havia predit aquest esdeveniment |
| 2. Dosifei amb Marfa                                                                           | 23 de maig de 1880            | Esmentat per primera vegada a Stasov el 25 de desembre de 1876 |
| 3. L'Andrei s'enfronta a la Marfa sobre l'Emma                                                 | 7-8 de juliol de 1879         | Esmentat per primera vegada per Stasov a Mússorgski el 15 d'agost de 1873 |
| 4. Entra amb força                                                                             | 23 de maig de 1880            | |
| 5. Les dones dels Streltsí demanen que els seus marits no siguin perdonats                     | 23 de maig de 1880            | |
| 6. Marxa Preobrajenski; Streshnev relata el perdó de Peter als Streltsy                        | 23 de maig de 1880            | |
| Acte 5                                                                                         |                               | |
| 1. L'ària de Dosifei                                                                           | 14 d'abril de 1880            | Esmentat a Stasov el 14 d'agost de 1873. Ampliat per Rimski-Korsakov amb material de l'acte 1 lament de Dosifey |
| 2. Andrey busca Emma; La Marfa li canta                                                        | 10 de setembre de 1879        | Esmentat en cartes des del 23 de juliol de 1873, però es va perdre el manuscrit complet: només sobreviuen les parts vocals |
| 3. Dosifei torna                                                                               | 28 d'agost de 1880            | |
| 4. Rèquiem d'amor                                                                              | 10 de setembre de 1879        | Compost, però no escrit. Reconstruït per Rimsky-Korsakov en la seva versió: aquesta reconstrucció també és utilitzada per Xostakovitx |
| 5. Cor final                                                                                   | 17 d'agost de 1880            | Basat en una melodia de Old Believer, i no acabat per Mussorgski (ni perdut). Rimski-Korsakov utilitza aquesta melodia i torna a repetir la marxa de Preobrazhensky. Xostakovitx manté el cor de Rimski-Korsakov i afegeix una repetició de l'Alba. Stravinski basa el seu cor en la melodia designada de Mussorgski, així com altres dos temes relacionats amb els vells creients (el seu cor de l'acte 3 i el motiu orquestral que obre l'acte 5). |

El llibret va ser escrit el 1879 i mostra algunes inconsistències amb el text real musicat. La taula anterior es basa en les de Richard Taruskin (a Musorgsky: Eight Essays and an Epilogue) i Pavel Lamm (en el prefaci a la seva edició de la partitura vocal).

### Representacions
L'estrena mundial va tenir lloc a Sant Petersburg el 21 de febrer de 1886 utilitzant l'edició Rimski-Kórsakov. També a Sant Petersburg el 27 d'octubre de 1893 l'òpera va ser presentada per artistes de la Societat d'Òpera Russa.
L'⁣Òpera Privada Russa va presentar l'estrena a Moscou al Teatre Solodovnikov el 12 de novembre de 1897 dirigida per Michele Esposito, amb dissenys d'escenes de Konstantín Korovin, Apol·linari Vasnetsov i Serguei Maliutin. Hi va haver produccions el 1910 i 1911 a les dues ciutats, la primera per l'⁣Òpera Zimin de Moscou i dirigida per Palitsīn i direcció escènica de Matorin, mentre que la segona va ser al Teatre Mariïnski de Sant Petersburg i dirigida per Albert Coates.
Khovànsxina va arribar al Théâtre des Champs-Élysées de París el 1913, on Emil Cooper (Kuper) va dirigir una producció de Diàghilev, en una nova orquestració escrita en col·laboració per Ígor Stravinski i Maurice Ravel. Com que Fiódor Xaliapin no estava disposat a cantar Dosifei en cap altra orquestració que no fos la de Rimski-Kórsakov, els parisencs van escoltar una versió híbrida que no va tenir èxit, i aquesta orquestració es va oblidar. Només el final, que va ser compost per Stravinski, ha sobreviscut i es va publicar el 1914. De tant en tant substitueix el final de Dmitri Xostakóvitx en algunes produccions, com la producció de Claudio Abbado de 1989 a Viena.
També el 1913, es va presentar a Londres al Theatre Royal Drury Lane. Es va produir a Nova York per primera vegada l'any 1931.
La versió de Xostakovitx, en l'edició de Pavel Lamm, es va presentar per primera vegada el 25 de novembre de 1960 al Teatre Kirov, dirigida per Sergey Eltsin amb escenografies dissenyades per Fedorovski.
Khovànsxina no va ser posada en escena a l'Òpera Metropolitana de Nova York fins al 1950, tot i que al Met s'hi va interpretar fragments ja el 1919. La producció de 1950 es va cantar en anglès i va comptar amb Risë Stevens com a Marfa, Lawrence Tibbett com el príncep Ivan i Jerome Hines com Dosifei. Els decorats i el vestuari van ser dissenyats per l'artista russo-lituà Mstislav Dobujinski. Aquella producció només va rebre quatre representacions el 1950, i el Met no va tornar a posar en escena Khovànsxina fins al 1985, aquesta vegada en rus.
La nova producció va ser posada en escena per August Everding, dissenyada per Ming Cho Lee, i va utilitzar l'orquestració de Xostakóvitx, amb Martti Talvela com Dosifei i Natalia Rom com a Emma. Des de llavors, s'ha reviscut diverses vegades al Met, l'última en una cursa del 2012, durant la qual l'escena final de Stravinskyi s'hi va emprar per primera vegada. Al Met també s'han presentat actuacions de Khovànsxina de companyies russes visitants. Més recentment, va ser interpretada per l'Òpera Nacional de Gal·les tant a Gal·les com a Anglaterra, així com a la Bayerische Staatsoper de Munic amb Kent Nagano el 2007.
Khovànsxina no es veu sovint a l'escenari fora de Rússia, però s'ha gravat 23 vegades, incloent-hi set vídeos.
|  |  |  |

## Rols
| Rol                                                                                  | Tipus de veu | Repartiment de Moscou Òpera privada russa 12 de novembre de 1897 Moscou (Director: Michele Esposito) | Repartiment de Moscou Òpera Zimin 1910 (Director: Palitsyn) | Repartiment de Sant Petersburg Teatre Mariinsky, 1911 (Director: Albert Coates) |
| ------------------------------------------------------------------------------------ | ------------ | --- | ----------------------------------------------------------- | ------------------------------------------------------------------------------- |
| El príncep Ivan Khovanski, cap dels Streltsí                                         | baix         | Anton Bedlevitx                                                                                      | Kapiton Zaporozhets                                         | Vasili Xaronov                                                                  |
| El príncep Andrei Khovanski, el seu fill                                             | tenor        | Piotr Inozemtsev                                                                                     |                                                             | Andrei Labinsky                                                                 |
| El príncep Vasily Golitsin                                                           | tenor        | Yekab Karklin                                                                                        | Anton Sekar-Rozhansky                                       | Ivan Yershov                                                                    |
| Dosifei, cap dels cismàtics (Vells Creients)                                         | baix         | Fiódor Xaliapin                                                                                      | Vasili Petrov                                               | Fiodor Shalyapin                                                                |
| Boiar Fiódor Shaklovity                                                              | baríton      | I. Sokolov                                                                                           | Nikolai Xeveliov                                            | Pavel Andreiev                                                                  |
| Marfa, un cismàtic                                                                   | mezzosoprano | Serafima Selyuk-Roznatovskaya                                                                        | Vera Petrova-Zvantseva                                      | Yevgeniya Zbruyeva                                                              |
| Susanna, una vella cismàtica                                                         | soprano      | Anastasya Rubinskaya                                                                                 |                                                             | Ielena Nikolayeva                                                               |
| Escriptor                                                                            | tenor        | Grigiriy Kassilov                                                                                    |                                                             | Grigori Ugrinovich                                                              |
| Emma, una donzella del barri alemany                                                 | soprano      | Varvara Antonova                                                                                     |                                                             | Maria Kovalenko                                                                 |
| Pastor                                                                               | baríton      | Nikolai Kedrov                                                                                       |                                                             |                                                                                 |
| Varsonofiev, un retener de Golitsin                                                  | baríton      | Mikhail Malinin (pare de Boris Malinin i Marina Raskova)                                             |                                                             |                                                                                 |
| Kuzka, un Streltsí (mosqueter)                                                       | tenor        | Mikhail Levandovsky                                                                                  |                                                             | Vladimir Losev                                                                  |
| Streshnev, un boiar                                                                  | tenor        | |                                                             |                                                                                 |
| Cor: Streltsy, cismàtics, servents i esclaus perses del príncep Ivan Khovansky, gent |              | |                                                             |                                                                                 |

Mussorgski es refereix a Marfa com a contralt en una carta a Vladimir Stasov el 16 de gener de 1876. La part de Varsonofyev està escrita en la tessitura de baix en el seu acte 2, com s'esperava per a un baix o baríton; però s'escriu amb la clau de sol (presumiblement pensada per sonar una octava més baixa) en la seva aparició de l'acte 4, com s'esperava per a un tenor.

## Instrumentació
Edició Rimski-Kórsakov:
- Cordes⁣: violins I, violins II, violes, violoncels, contrabaix
- Instruments de vent fusta⁣: 3 flautes (3r flautí doble), 2 oboès (2n trompa anglesa doble), 2 clarinets, 2 fagots
- Metall: 4 trompes, 2 trompetes, 3 trombons, 1 tuba
- Percussió⁣: timbals, bombo, bombo, triangle, tamborí, plats, tam-tam, campanes
- Altres: piano, arpa
- Dins/Fora de l'escenari: 3 trompetes, banda de vent

Orquestració Xostakóvitx:
- Cordes: violins I, violins II, violes, violoncels, contrabaix
- Instruments de vent fusta: 3 flautes (3r flautí doble), 3 oboès (3r trompa anglesa doble), 3 clarinets (3r clarinet baix doble), 3 fagots (3r contrafagot doble)
- Metall: 4 trompes, 3 trompetes, 3 trombons, 1 tuba
- Percussió: timbals, bombo, caixó, triangle, tamborí, plats, tam-tam, campanes, glockenspiel
- Altres: piano, arpa, celesta
- Dins/fora de l'escenari: nombre no especificat de trompes, trompetes, trombons

## Base històrica de la trama
La mort del jove tsar Fiódor III ha deixat a Rússia una crisi de successió. Amb el suport del príncep Ivan Khovanski, el germà malalt de Fiódor, Ivan, que té 16 anys, i el seu germanastre Peter, que només en té 10, s'han instal·lat com a governants conjunts, amb la seva germana gran Sofia actuant com a regent. Sofia s'ha aliat amb el príncep Vassili Golitsin, un poderós cortesà i polític liberal, que també és el seu suposat amant.
A causa de la normativa aplicable en el moment de la composició de l'òpera a la Rússia imperial, estava prohibit retratar membres de la dinastia Romanov a l'escenari, per la qual cosa Mússorgski va recórrer a una sèrie de símbols i esments indirectes dels personatges principals de la trama. Sofia, Ivan i Peter mai apareixen a l'escenari.
El tema principal de Khovànsxina s'indica directament al número coral Akh, ty Rodnaya, Matushka Rus a l'acte 1 ("Ai de tu, nativa, Mare Rússia"), que lamenta que Rússia està sagnant i morint no per culpa d'un enemic estranger, sinó a causa de la fragmentació interior. Una cosa així com una guerra civil a tres bandes està en curs, que bàsicament comprimeix dotze anys d'història russa en un sol relat. La cort tsarista s'està modernitzant, i dues forces poderoses resisteixen aquests canvis: els Streltsí i els Vells Creients. Els Streltsí són soldats/guàrdies d'elit retirats ("Streltsí" literalment significa "tiradors", igual que "mosqueters"), passats el seu millor moment i amb permís indefinit. Són fanàticament lleials al príncep Ivan Khovanski. Els vells creients són cristians ortodoxos russos que han abandonat l'església patrocinada per l'estat perquè no estan d'acord amb les reformes del patriarca Nikon; també desafien la línia de successió al tron i s'han negat a reconèixer el patriarca rus. El seu líder és Dosifey. Afortunadament per al tsar Peter, aquestes dues faccions es menyspreen mútuament, ja que els Streltsí són degenerats ruïnosos i els vells creients són ascetes pietosos. Cadascun dels tres baixos principals de l'òpera creu que representa la "vertadera" Rússia contra els seus enemics interns: el príncep Ivan Khovanski reclama legitimitat per naixement noble i habilitat militar, Dosifey per religió i Shakloviti donant suport al tsar Pere.

## Argument
Època: l'any 1682Lloc : Moscou
En algunes representacions i enregistraments de l'òpera s'esborren alguns segments, en funció de la interpretació de les notes originals, que es descriuen entre [parèntesis].

### Acte 1
Moscou, Plaça Roja

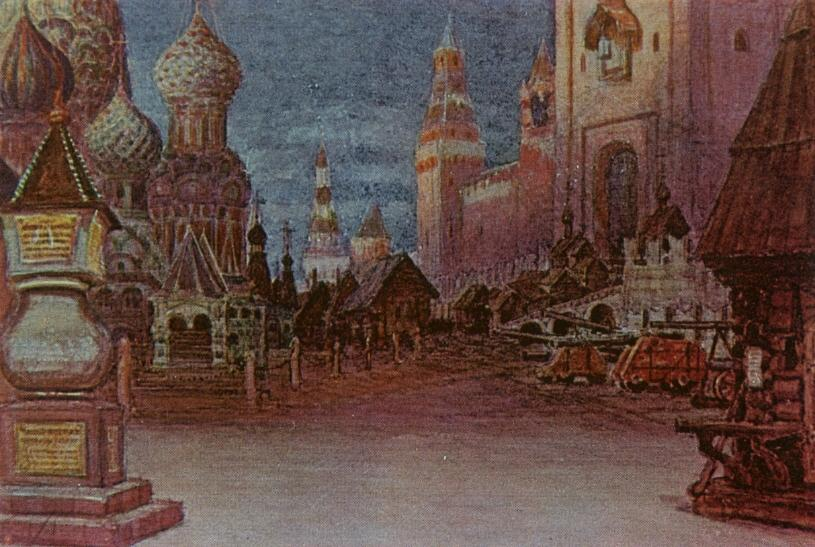
Disseny de l'escena d'Apol·linari Vasnetsov
(Òpera privada russa, Moscou, 1897)

Al matí a la Plaça Roja, un membre dels Streltsí (anomenat Kuzka) canta la seva borratxera mentre altres dos Streltsí parlen de les seves activitats bullicioses la nit anterior. Arriba un escrivà; tots l'agafen i després se'n van. Shakloviti, un boiar i agent del regent i dels tsars, entra i dicta una carta a la cort, advertint d'una rebel·lió planificada pel príncep Ivan Khovanski (capità de les guàrdies Streltsyí) i els vells creients. Un cop acabada la carta adverteix a l'escriba que no repeteixi el que ha sentit. L'escriba, aterrit per la perspectiva de veure's involucrat en una intriga política, signa la carta amb un nom fals. [Entra la multitud i obliguen l'escriba a llegir un nou pregó que s'ha publicat a la plaça pública, on es descriuen les barbaritats comeses pels Streltsí. La multitud lamenta l'estat de Rússia.] El príncep Ivan Khovanski entra prometent a la multitud que defensarà els "joves tsars" (Ivan V i Pere I). Ell i la multitud surten.
El príncep Andrei, fill de Khovanski, persegueix Emma, una noia alemanya, amb la intenció d'atacar-la. Marfa, una vella creient i antiga promesa d'Andrei, intervé. Andrei amenaça de matar Marfa, però el príncep Ivan torna i decideix capturar la mateixa Emma. La baralla següent entre pare i fill es veu interrompuda per l'arribada de Dosifei, el líder dels Vells Creients. Dosifei renya tothom per ser tan baralladissos i poc cristians, i els demana a tots que s'uneixin als vells creients per reunir Rússia. El príncep Ivan Khovanski marxa amb el príncep Andrei Khovanski. La Marfa se'n va amb l'Emma. Dosifei, es queda sol i resa pel futur de Rússia.

### Acte 2
Estudi d'estiu del príncep Vasili Golitsin
Golitsin, un noble progressista nerviós, llegeix cartes de la seva amant [i de la seva mare, que l'adverteix que es mantingui pur]. [Un pastor luterà alemany entra per queixar-se de l'assassinat d'un dels escribes de la seva comunitat per part dels Streltsí i la persecució d'Emma per part del príncep Andrei Khovanski. El príncep Golitsin intenta apaivagar el pastor i ofereix algun tipus d'avantatge polític que el pastor es compromet a cobrar més tard, encara que Golitsin es nega rotundament a deixar-li construir una altra església; aleshores el príncep es pregunta sobre els veritables motius darrere de les accions del pastor]. El príncep contracta a Marfa perquè expliqui la seva fortuna en secret. Ella prediu que caurà del poder i s'enfrontarà a l'exili; l'acomiada i ordena al seu servent que la mati. Un cop sol reflexiona sobre tots els actes que ha fet per avançar Rússia, però és interromput quan el príncep Ivan Khovanski entra sense ser anunciat. (Ivan està faltant el respecte a Golitsin, que ell mateix va reformar la tradició d'anunciar visitants nobles.) El príncep Khovanski es queixa que Golitsin ha estat interferint amb els seus amics de la noblesa i ha minvat els privilegis de la noblesa, i afirma que només els tàrtars creuen que tots els homes són iguals, i es pregunta si Rússia es convertirà en "tartaritzat". Es produeix una baralla, [cadascú fent comentaris insultants sobre les campanyes militars de l'altre], però Dosifei entra i allunya la seva atenció del seu argument criticant a tots dos: Golitsin per les seves opinions modernes, i el príncep Ivan per deixar que els Streltsi s'emborratxin i campin originant problemes tot el temps. [En la discussió amb Dosifei resulta que una vegada va ser el príncep Mixetski que va renunciar a tots els assumptes mundans, a la qual cosa el príncep Ivan Khovanski diu que un príncep ha de morir com a príncep.] Marfa torna, hi ha hagut un atemptat contra la seva vida però ha sigut salvada pel Petrovski (l'exèrcit personal del tsar). Després d'ella entra Xakloviti, que anuncia amenaçador que el tsar ha estat advertit de la rebel·lió planificada i ha donat ordres d'arrestar els prínceps Khovanski. Sense resoldre el drama, l'acte acaba.

### Acte 3

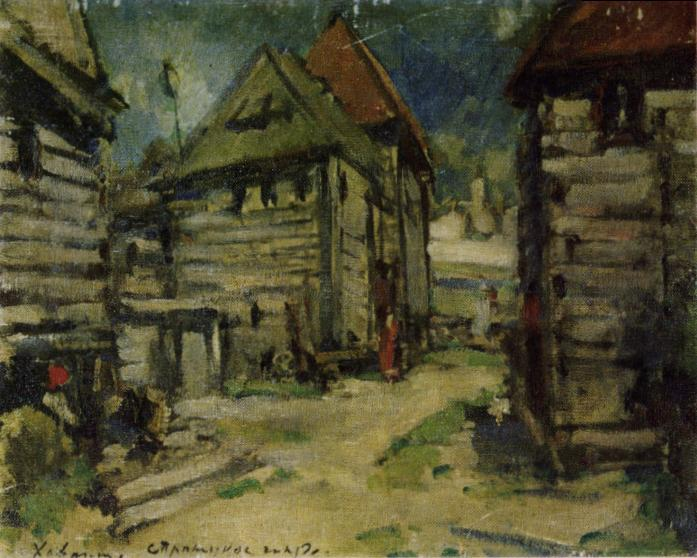
Disseny de l'escena de Konstantin Korovin
(Teatre Mariinsky, Sant Petersburg, 1911)

El barri dels Streltsí, al sud del riu Moscou
Mentre els vells creients canten un himne pel futur de Rússia, Marfa canta el seu amor perdut pel príncep Andrei Khovanski. [La Susanna, una companya de la Vella Creient, renya la Marfa fins que apareix Dosifei i allunya la Susanna.] Marfa admet a Dosifei que encara estima el príncep Andrei Khovanski. Dosifei li diu que pregui per obtenir alleujament. Surten i Xakloviti, que fins ara s'havia presentat com un personatge purament amenaçador, canta una pregària inquietant per la protecció de la Rússia amb problemes dels Streltsí (ell es refereix a ells com a "mercenaris") i dels poders rebels que obeeixen. En sentir-los venir, surt; alguns dels Streltsí entren i canten un cor per beure seguits per les seves dones que els renyaven sobre la beguda. [Els soldats demanen a Kuzka que els ajudi amb les seves dones; acaba organitzant tota una celebració amb tots els Streltsy i les seves dones.] Arriba l'escriba i els informa que les tropes del tsar Pere han iniciat un atac contra els soldats russo-streltsí. Els Streltsí criden al seu líder, el príncep Ivan Khovanski, que entra i els demana perdó per haver rebutjat portar-los a la represàlia; el nou tsar és molt poderós, explica, i el seu temps de poder s'ha acabat.

### Acte 4
Escena 1: una cambra ricament moblada al palau del príncep Ivan Khovanski
El príncep Ivan Khovanski és entretingut per les dones del seu seguici, però les interromp un servent de Golitsin (Varsonofiev) que ha vingut a advertir-lo que corre perill. El príncep Ivan Khovanski ignora l'avís i fa flagel·lar el missatger. Ordena als seus esclaus perses que ballin per ell. Shakloviti entra i mata Khovanski a punyalades. Shakloviti imita amb menyspreu el cant dels criats sobre el cadàver del príncep.
Escena 2: Moscou. La plaça davant la catedral de Vasili el Santíssim
El príncep Golitsin és conduït a l'exili. Dosifei plora la caiguda dels conspiradors i l'èxit del tsar Pere i s'assabenta que el Consell Imperial ha decretat que els vells creients són els següents. Ell discuteix amb Marfa que els vells creients han de donar un exemple etern i acceptar que s'immolaran. El príncep Andrei Khovanski entra i s'enfronta a la Marfa sobre on va amagar l'Emma, però la Marfa li diu que està segura del camí de tornada a Alemanya, el seu pare i el seu promès. El príncep Andrei Khovanski amenaça que la cremarà com a bruixa i crida a Streltsí amb la seva trompa, però, en canvi, se sent un so amenaçador. Marfa ofereix santuari al príncep Andrei Khovanski amb els vells creients després que ella li expliqui l'assassinat del seu pare. Els Streltsí són conduïts a la seva execució. El tsar Pere, a través d'un agent, intervé per perdonar-los.

### Acte 5

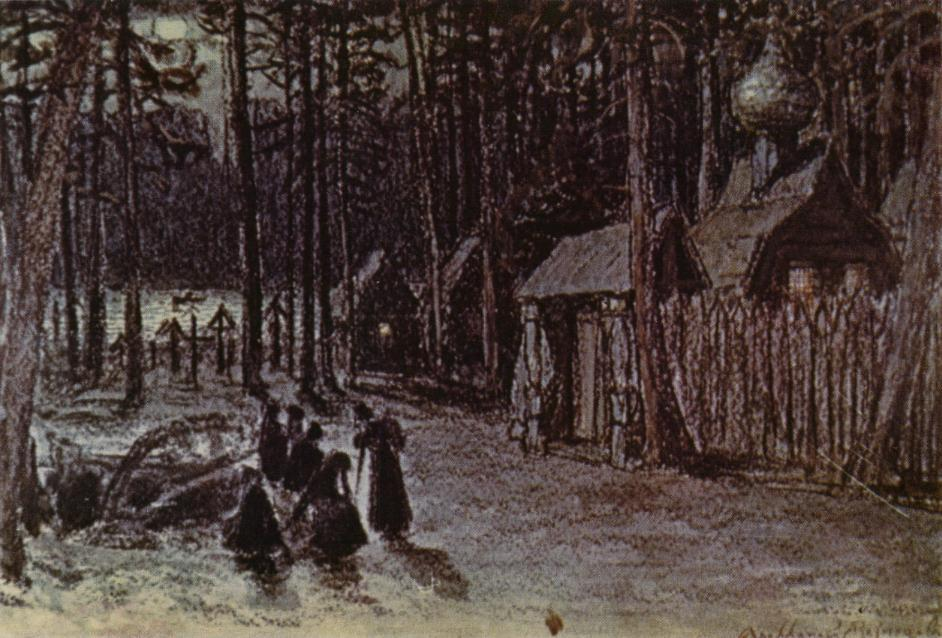
Disseny de l'escena per Apol·linari Vasnetsov
(Òpera privada russa, Moscou, 1897)

Una pineda, un monestir aïllat, una nit de lluna
Dosifei i els seus seguidors s'han refugiat en una ermita del bosc. Tot i que està dolgut pels dolors i els sofriments dels germans, es manté desafiant i decidit a guanyar una "corona de glòria" amb foc i flama (Aquí, en aquest lloc sant). Exhorta els germans a posar-se roba blanca i encendre espelmes, preparant-se per a la immolació. Entren a l'ermita. El príncep Andrei Khovanski entra, cantant el seu amor perdut, encara buscant Emma. Marfa li canta, recordant-li el seu amor i assegurant-li que no el deixarà. Dosifei i els germans tornen, vestits de blanc i amb espelmes. Construeixen una pira funerària. Les crides de trompeta fora de l'escenari anuncien l'acostament dels soldats del tsar Pere. Marfa li canta a Andrei la desesperança de la seva situació. La trompeta torna a cridar el so. Dosifei exhorta els germans a mantenir-se forts per última vegada. Marfa encén la pira. Els cismàtics canten un himne final (Déu em salvarà) mentre Dosifei, Marfa, el príncep Andrei Khovanski i els vells creients moren entre les flames. [Els soldats Preobrajenski del tsar Pere arriben en un intent inútil de capturar-los] [Només en la versió de Xostakóvitx: quan les flames s'apagaven, la lluna s'aixeca sobre el bosc i la multitud de Moscou entra, repetint el seu acte 1 lament per l'estat de Rússia]
La partitura vocal original de Mússorgski va romandre inacabada. La part final del llibret s'ha de reconstruir a partir dels temes de Mússorgski. L'edició de Rimski-Kórsakov (1883) afegeix a l'himne final figures que representen flames, fanfàrries de trompeta i una repetició final de la "Marxa del regiment Preobrajenski" que conclou l'acte 4. La versió de Stravinski del final (1913) segueix les notes de Mússorgski més de prop, ja que el final s'esvaeix. La versió de Xostakóvitx intenta proporcionar una conclusió musical de l'òpera tornant el tema de la sortida del sol del Preludi de l'òpera.

## Enregistraments
| Any  | Personatges: (Ivan Khovanski, Andrei Khovanski, Vasiliy Golitsïn, Shaklovitïi, Dosifei, Marfa)                    | Director i Orquestra | Versió                                                    | Segell                                                                                             |
| ---- | --- | --- | --------------------------------------------------------- | -------------------------------------------------------------------------------------------------- |
| 1946 | Boris Freidkov, Ivan Nechayev, Vladimir Ulyanov, Ivan Chachkov, Mark Reizen, Sofiya Preobrazhenskaya              | Boris Khaikin Kirov Orchestra and Chorus | Rimsky-Korsakov 1882                                      | LP: Melodiya, Cat: D 011 089/94; CD: Naxos, Cat: 8.111124-26                                       |
| 1951 | Alexei Krivchenya, Aleksey Bolshakov, Nikandr Khanayev, Alexei Ivanov, Mark Reizen, Mariya Maksakova              | Vassili Nebolsin Bolshoi Theatre Orchestra and Chorus | Rimsky-Korsakov 1882                                      | Melodiya Cat: D 1712-19; Dante Cat: LYS 504-506                                                    |
| 1954 | Nikola Cvejić, Aleksandar Marinković, Drago Starc, Dušan Popović, Miroslav Čangalović, Mila Bugarinović           | Krešimir Baranović Belgrade National Opera Orchestra and Chorus | Rimsky-Korsakov 1882                                      | Decca Cat: LXT 5045-5048                                                                           |
| 1971 | Dimitar Petkov, Ljubomir Bodurov, Lyuben Mikhailov, Stoyan Popov, Nicolai Ghiuselev, Alexandrina Miltcheva        | Atanas Margaritov Sofia National Opera Svetoslav Obretenov Chorus | Rimsky-Korsakov 1882                                      | Balkanton Cat: BOA 1439-42; Capriccio Cat: 10 789-91                                               |
| 1973 | Alexei Krivchenya, Vladislav Pyavko, Aleksey Maslennikov, Viktor Nechipailo, Alexander Ognivtsev, Irina Arkhipova | Boris Khaikin Bolshoi Theatre Orchestra and Chorus | Rimsky-Korsakov 1882                                      | Melodiya Cat: C 10 05109-16; Le Chant du Monde Cat: LDC 278 1024-1026                              |
| 1979 | Alexander Vedernikov, Georgi Andruschenko, Vladislav Romanovsky, Yevgeny Nesterenko, Irina Arkhipova              | Yuri Simonov Bolshoi Theatre Orchestra and Chorus | Rimsky-Korsakov 1882                                      | DVD (Video) Kultur (2005) Pioneer LD PA 90-016 (NTSC)                                              |
| 1986 | Nicolai Ghiaurov, Zdravko Gadjev, Kaludi Kaludov, Stoyan Popov, Nicola Ghiuselev, Alexandrina Miltcheva           | Emil Tchakarov Sofia National Opera Orchestra and Chorus | Shostakovich 1959                                         | Sony Cat: S3K 45831                                                                                |
| 1988 | Artur Eizen, Vladimir Shcherbakov, Yevgeny Raikov, Yuri Grigoriev, Yevgeny Nesterenko, Elena Obraztsova           | Mark Ermler Bolshoy Theater Orchestra and Chorus | Rimsky-Korsakov 1882                                      | Melodiya Cat: A10 00445 006                                                                        |
| 1989 | Aage Haugland, Vladimir Atlantov, Vladimir Popov, Anatoly Kotcherga, Paata Burchuladze, Marjana Lipovšek          | Claudio Abbado Orchestra of the Vienna Staatsoper Slovak Philharmonic Choir Wiener Sängerknaben (Enregistrament realitzat en actuacions a l'Òpera Estatal de Viena, setembre) | Shostakovich 1959 (final chorus by Stravinsky 1913)       | CD: Deutsche Grammophon, Cat:429 758-2                                                             |
| 1989 | Nicolai Ghiaurov, Vladimir Atlantov, Yuri Marusin, Anatoly Kotcherga, Paata Burchuladze, Lyudmila Shemchuk        | Claudio Abbado Orchestra of the Vienna Staatsoper Slovak Philharmonic Choir Wiener Sängerknaben                                                                               | Shostakovich 1959 (final chorus by Stravinsky 1913)       | DVD (Video) Image Entertainment (2001) Stage director: Alfred Kirchner Video director: Brian Large |
| 1991 | Bulat Minjelkiev, Vladimir Galouzine, Alexei Steblianko, Valery Alexeev, Nikolai Ohotnikov, Olga Borodina         | Valeriy Gergiev Kirov Orchestra and Chorus | Shostakovich 1959 (without his additions to acts 2 and 5) | CD: Philips, Cat: 432 147-2 DVD: Immortal, Cat: IMM 950014                                         |
| 2007 | Paata Burchuladze, Klaus Florian Vogt, John Daszak, Valery Alexeev, Anatoly Kotcherga, Doris Soffel               | Kent Nagano Bayerisches Staatsorchester Chor der Bayerischen Staatsoper | Shostakovich 1959 (final chorus by Stravinsky 1913)       | BD and DVD (Video) EuroArts (2009) Stage director: Dmitri Tcherniakov                              |